# ルイス・グスタヴォ・ディアス
ルイス・グスタヴォ・ディアス（Luiz Gustavo Dias, 1987年7月23日 - ）は、ブラジル・サンパウロ州ピンダモニャンガバ出身のサッカー選手。サンパウロFC所属。ポジションはミッドフィールダー。
ルイス・グスタボと表記されることもある。

## 経歴

### クラブ
ブラジルのSCコリンチャンス・アラゴアーノでキャリアをスタートさせ、2006年にCRBにレンタル移籍した。2007年8月31日、ドイツのTSG1899ホッフェンハイムにレンタル移籍し、2008-09シーズン開幕前に完全移籍した。
2011年1月3日、バイエルン・ミュンヘンに4年半の契約で移籍した。移籍金は約1500万ユーロ（約16億3000万円）。2012-13シーズンは3冠に貢献したが、ジョゼップ・グアルディオラ政権下では一転、構想外となった。アーセナルFCが獲得に関心を持ったが、2013年8月16日、VfLヴォルフスブルクに移籍した。2017年4月29日のバイエルン・ミュンヘン戦で通算8回目の退場処分を受け、2017年現在現役選手として退場処分の最多記録となった。
2017年7月4日、オリンピック・マルセイユに移籍した。移籍初年度の2017-18シーズンは、リーグ・アンのベストイレブンに選出された。
2019年9月2日、フェネルバフチェSKと4年契約を結んだことが発表された。
2022年7月23日、サウジ・プロフェッショナルリーグのアル・ナスルFCと1年契約を結んだ。
2023年12月11日、サンパウロFCに加入した。

### 代表
2011年8月10日に行われたドイツとの親善試合でブラジル代表デビュー。2013年のコンフェデレーションズカップでは中盤の守備の要として優勝に貢献した。
2013年9月6日のオーストラリアとの親善試合で代表初得点を挙げた。
2014年、2014ブラジルW杯のブラジル代表メンバーに選出された。ブラジル代表は母国開催ながら、準決勝ではドイツ代表に7失点してしまう悲劇も起き優勝を逃した。
2015年5月5日、コパ・アメリカ2015のブラジル代表メンバーに選出されたが、2015年6月1日にブラジルサッカー連盟は、コパ・アメリカ2015に出場するブラジル代表メンバーから、右膝の負傷により参加を辞退すると発表した。
2016年5月、コパ・アメリカ・センテナリオに出場するブラジル代表に選出された。しかし、6月2日にブラジルサッカー連盟から、個人的な理由によりグスタヴォが代表チームを離脱することが発表された。

## 代表歴

### 出場大会
- ブラジル代表
  - 2013年 - FIFAコンフェデレーションズカップ (優勝)
  - 2014年 - FIFAワールドカップ (4位)

### 試合数
- 国際Aマッチ 41試合 2得点（2011年-2016年）[16]

| ブラジル代表 | 国際Aマッチ | 国際Aマッチ |
| 年           | 出場        | 得点        |
| ------------ | ----------- | ----------- |
| 2011         | 2           | 0           |
| 2012         | 0           | 0           |
| 2013         | 14          | 1           |
| 2014         | 15          | 0           |
| 2015         | 7           | 1           |
| 2016         | 3           | 0           |
| 通算         | 41          | 2           |

### 得点
|    | 日時          | 会場                               | 相手           | スコア | 結果 | 大会     |
| 1. | 2013年9月7日  | ブラジリア、ナシオナル             | オーストラリア | 1-0    | 6-0  | 親善試合 |
| 2. | 2015年3月26日 | サン＝ドニ、スタッド・ド・フランス | フランス       | 1-3    | 1-3  | 親善試合 |

## タイトル

### クラブ
バイエルン・ミュンヘン
- UEFAチャンピオンズリーグ：2012-13
- ブンデスリーガ：2012-13
- DFBポカール：2012-13
- DFLスーパーカップ：2012

VfLヴォルフスブルク
- DFBポカール：2014-15
- DFLスーパーカップ：2015

### 代表
ブラジル代表
- FIFAコンフェデレーションズカップ : 2013

### 個人
- リーグ・アン・ベストイレブン : 2017-18